# 定安 (輸送艦)
定安(ていあん、ピンイン: Ting An)(1903-1942)はもともとは1903年にドイツのホバルト製作所で建造されたイェプセン社の商船トリウンフであった。 トリウンフは第一次世界大戦の間に華壬と名前を変えられた。 1924年に定安と名前を変えられ中華民国海軍の輸送艦になり、1930年に水上機母艦として使用されたが、すぐに輸送船の役割に元通りにされ、1942年に長江三峡で沈んだ。

## 艦歴

### トリウンフ
- 1903年にドイツのホバルト製作所で建造されたこの船は、後にトリウンフ（Triumpf）と命名され、イェプセン社のドイツ支社で活躍した。
- 第一次世界大戦勃発後、トリウンフは黄浦江に逃れ、華甲と同じように中国政府によって港の近くに拘留された。

### 華壬
- 1917年3月14日、北京政府は正式にドイツとオーストリアに宣戦布告した。 中国海軍は直ちに、本艦を含む10隻以上の在中ドイツ・オーストリア船を接収し、華壬と改名した。 改編の際、この内の2隻は華壬級と華癸級（克安）という同じクラスに割り当てられ、華壬級と呼ばれた。 海軍はこの船を運用するために傭船機関を設立していた。 運用不良のため、廃止された。

### 定安
- 1924年、租借期間満了後、中国海軍によって回収され、輸送船として第一艦隊に編入され、定安と改名された。
- 1930年、福建省の軍閥・盧興邦が反乱を起こした際、この船は水上機母艦に改造され、国産水上機「江鷺」、「江鳧」、「江雕」を搭載し、反乱鎮圧に貢献した。 噂されている船体のイメージによると、飛行甲板を使わず、ブームを使って機体を水上に置いて離陸させるはずだった[1]。 反乱鎮圧後、本艦は水上機母艦としての任務を解かれ、引き続き輸送船として使用された。

### 日華事変
- 1937年に日華事変が勃発すると、艦は海軍とともに西方へ疎開した。
- 1939年の江陰海戦で、定安が所属する中華民国海軍第一艦隊は日本海軍と激戦を繰り広げ、9月25日午前、日本軍機16機が逸仙を攻撃したが、逸仙の弾薬は枯渇し、反撃能力も弱まり、ついに艦は傾き、浜辺に座礁して沈没した。 海軍第一艦隊司令官陳季良は司令部を定安に移し、戦闘を続けた。 この時点で、第一艦隊の主力艦はすべて沈没していた。 逸仙は最終的に日本軍に引き揚げられ雑役船として使用、終戦後に返還された。 中国海軍に大きな損失をもたらしたこの戦いから、定安が脱出するのは容易ではなかった[2][3]。
- 1942年12月17日、長江三峡付近で日本軍の航空攻撃により沈没。

## 歴代艦長
劉永誥 艦長 
安其邦 駕駛官 